# Microtus guatemalensis
Microtus guatemalensis är en däggdjursart som beskrevs av Clinton Hart Merriam 1898. Microtus guatemalensis ingår i släktet åkersorkar, och familjen hamsterartade gnagare. IUCN kategoriserar arten globalt som nära hotad. Inga underarter finns listade i Catalogue of Life.
Arten blir 93 till 118 mm lång (huvud och bål), har en 28 till 42 mm lång svans och väger 23 till 44 g. Bakfötternas längd är 19 till 21 mm och öronen blir 14 till 17 mm långa. Den långa och något rufsiga pälsen har en svartbrun färg på ovansidan och undersidan är täckt av gråbrun päls. Sorkens öron är nästan helt gömda i pälsen. Svansen är väl täckt med mörka hår. Ingen annan sork som lever i samma region har en lika kort svans.
Denna gnagare förekommer med flera från varandra skilda populationer i Guatemala och södra Mexiko. Den vistas i bergstrakter mellan 2600 och 3100 meter över havet. Arten lever i blandskogar och på ödemark.
Individerna är antagligen helt eller delvis dagaktiva och de går främst på marken. En upphittad hona var dräktig med en unge.
I motsats till sina släktingar använder Microtus guatemalensis inga stigar.